# کانکرر

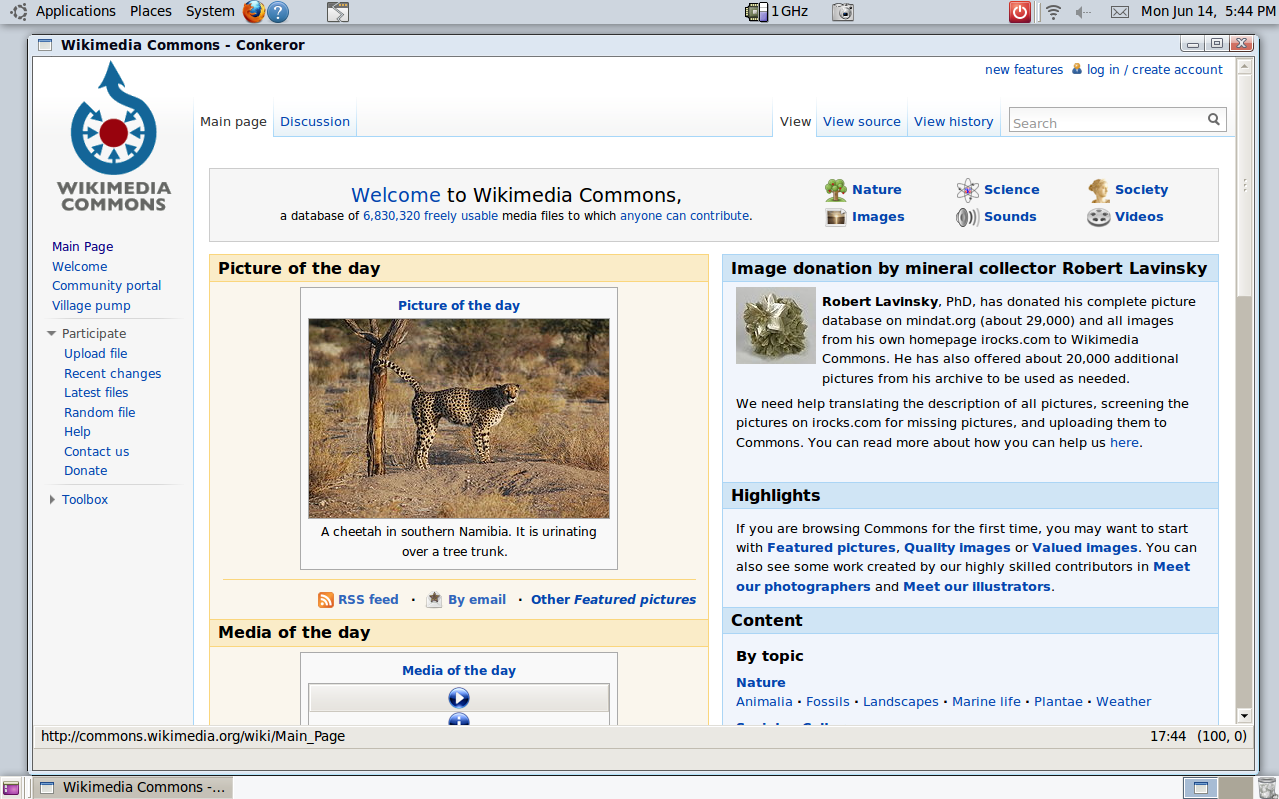
محیط مرورگر کانکرر

کانکرر (به انگلیسی: conkeror) یکی مرورگر وب بر اساس موزیلاست که در آن ناوبری از طریق صفحه‌کلید است و نیازی به استفاده از موشی نیست. کلیدبندی مرورگر به‌طور پیش‌فرض منطبق با کلیدبندی ویرایشگر متن ایمکس است. همچنان که زبان لیسپ ایمکس برای افزودن قابلیت‌های تازه و نیز به‌کام‌سازی ایمکس به کار می‌رود، زبان جاوااسکریپت در کانکرر برای افزودن قالبیت‌های تازه وبه‌کام‌سازی به کار می‌رود. نباید این مرورگر را با مرورگر Konqueror که مرورگری در محیط رومیزی کاست اشتباه گرفت.
چنان که گفته آمد کلیدبندی کانکرر منطبق با آنِ ایمکس است از این رو مثلاً برای باز کردن صفحه‌ای نو C-x C-f فشرده می‌شود و برای پالا پایین رفتن در صفحه‌ها به ترتیب از C-v و M-v سود جسته می‌شود. برای ورق‌زدن صفحه‌ها به پیش از M-n و به پس از M-p استفاده می‌شود.